# 오정근 (1929년)
오정근(吳定根, 1929년~1982년 7월 11일)은 대한민국의 군인 출신 정치인이다.

## 이력
일제 강점기 경성부에서 출생했다. 해병대 중령으로 복무하면서 5·16 군사정변에 참여하였다. 수산청장, 국세청장. 제9대 국회의원을 역임하였다. 박종규의 후임 대통령 경호실장으로도 거론되었으나, 차지철이 발탁되었다.

## 학력
- 1956년: 국민대학교 법학과 학사
- 1957년: 육군보병학교 졸업
- 1959년: 국방대학교 행정학 학사
- 1966년: 연세대학교 경영대학원 경영학 석사

### 명예 박사 학위
- 1972년: 중화민국 문화학술원 명예 철학박사

## 약력
- 1962년: 국가재건최고회의 종합경제심사분과위원장
- 1963년: 대한민국 해병 준장 예편
- 1963년: 민주공화당 당무위원 겸 정책위원장
- 1966년 ~ 1968년: 수산청장
- 1969년 ~ 1973년: 국세청장
- 1973년 ~ 1979년: 제9대 국회의원 (유신정우회)
- 대한체육회 부회장

## 역대 선거 결과
| 실시년도 | 선거 | 대수 | 직책     | 선거구           | 정당       | 득표수 | 득표율      | 순위 | 당락 | 비고 |
| -------- | ---- | ---- | -------- | ---------------- | ---------- | ------ | ----------- | ---- | ---- | ---- |
| 1973년   | 총선 | 9대  | 국회의원 | 통일주체국민회의 | 유신정우회 |        | \| \| 0% \| | 지명 |      | 초선 |
|          | 0%   |      |          |                  |            |        |             |      |      |      |